# Corazón artificial

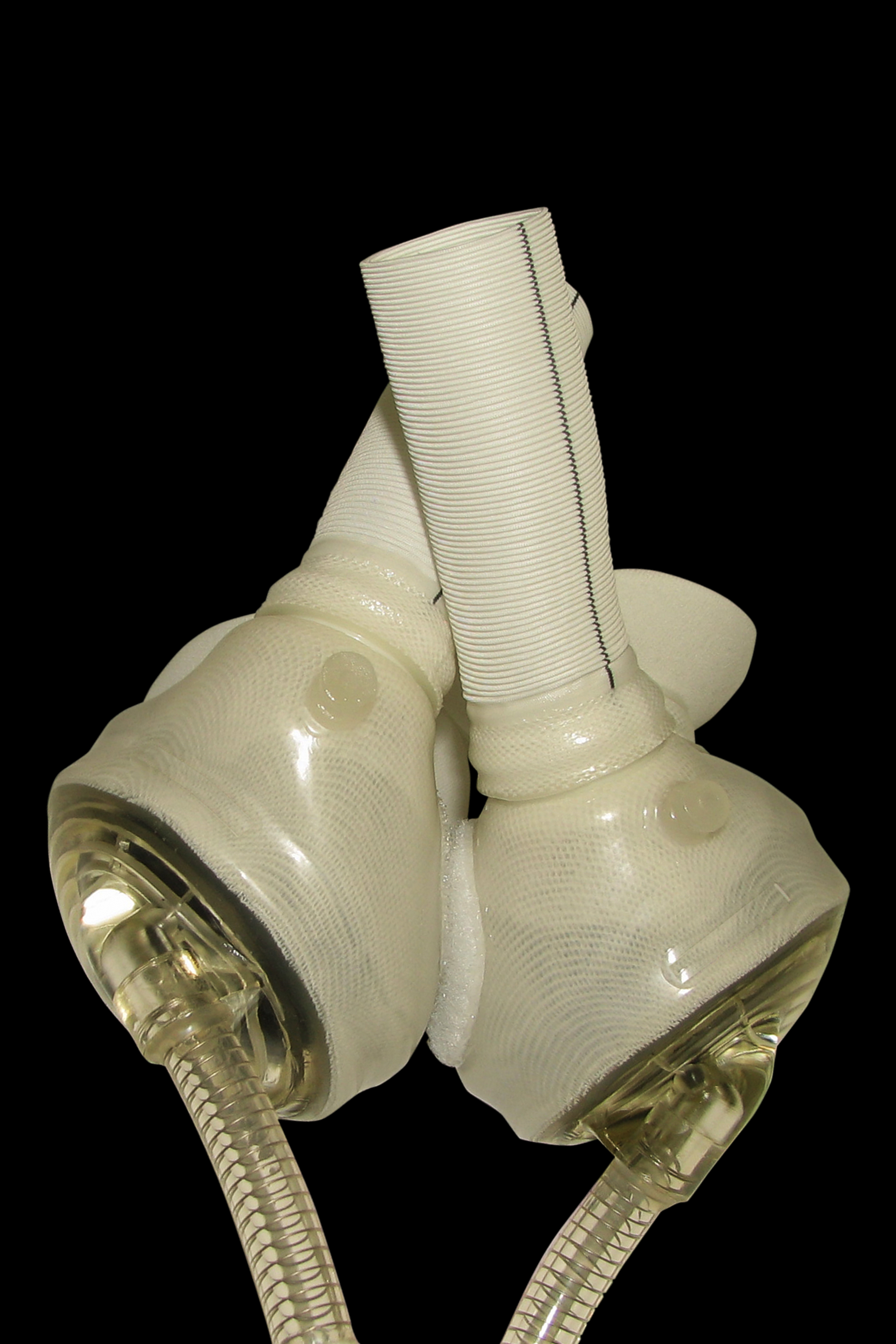
El corazón artificial total temporario, modelo SynCardia de la empresa CardioWest.

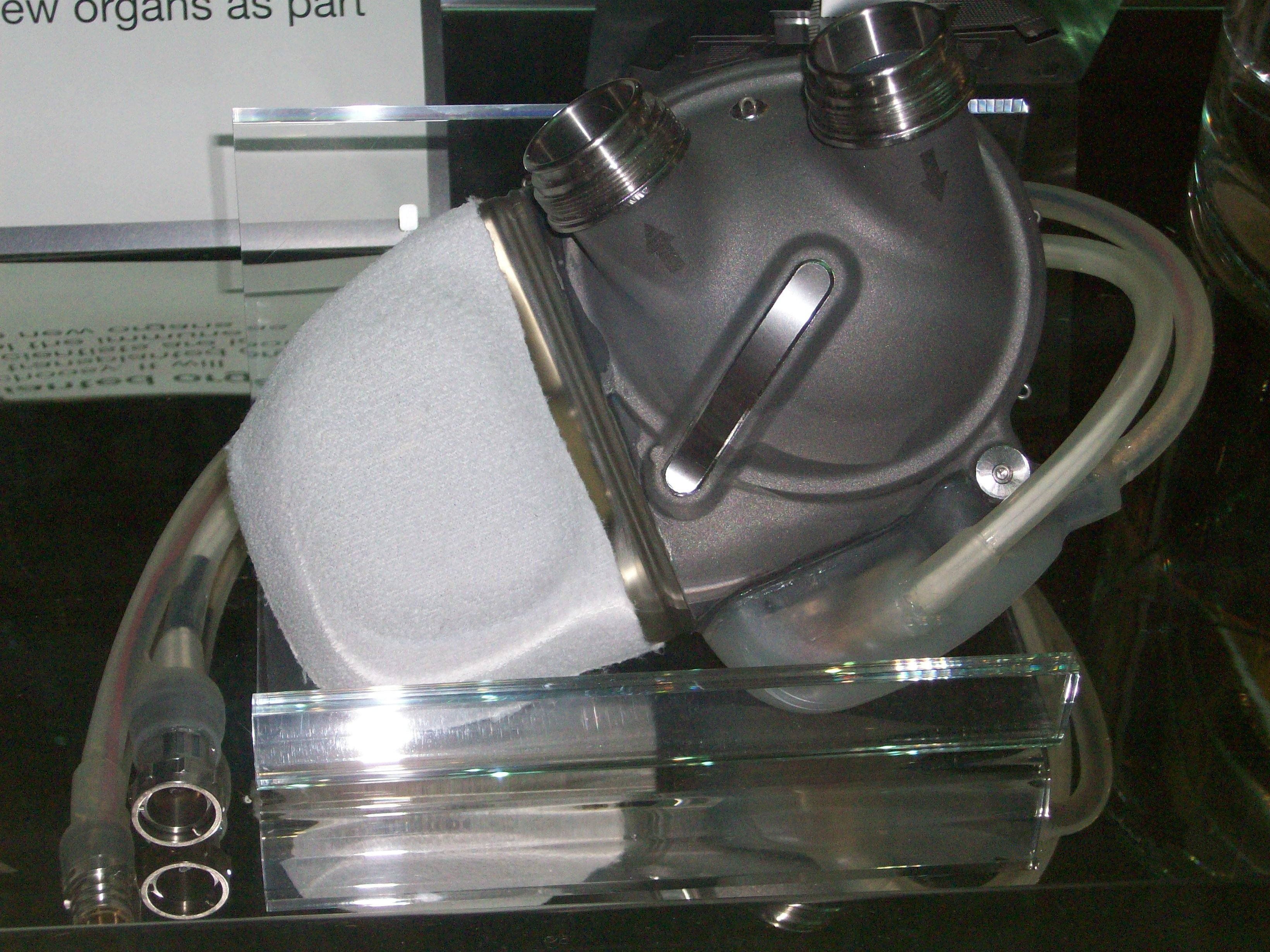
Corazón artificial, expuesto en el Museo de Ciencia de Londres.

Para el maxisingle de Aviador Dro de 1988, véase Corazón artificial (maxisingle)
Un corazón artificial es una prótesis que se implanta en el cuerpo para reemplazar al corazón biológico. Es distinto de una máquina de bypass cardiopulmonar (CPB), que es un dispositivo externo utilizado para proveer las funciones del corazón y los pulmones. El CPB oxigena la sangre, y por lo tanto no es preciso se encuentre conectado a ambos circuitos sanguíneos. Además, un CPB es adecuado para ser utilizado solo durante algunas pocas horas, mientras que se han utilizado corazones artificiales por períodos que exceden un año de uso (información válida al año 2007).

## Tipos de corazón artificial.
Corazón artificial total: (por sus sigla en inglés TAH) su implantación requiere la extracción del corazón nativo. Es un procedimiento de cirugía similar a un trasplante de corazón con un donante humano de corazón. 
- Dispositivo de asistencia cardíaca: (por sus siglas en inglés VAD) no se debe extraer el corazón del paciente durante la implantación, sino que el dispositivo se coloca junto al corazón existente para brindar un soporte adicional mientras el órgano se recupera. Los dispositivos de asistencia ventricular pueden brindar soporte al ventrículo izquierdo (LVAD, Left Ventricular Assist Device), al ventrículo derecho (RVAD, Right Ventricular Assist Device) o a ambos ventrículos (BiVAD, Biventricular Assist Device). A diferencia de la implantación del TAH, el dispositivo de asistencia provee solo una parte del trabajo total desarrollado por el corazón del paciente.

## Orígenes
Un reemplazo sintético del corazón es una de las aspiraciones más anheladas de la medicina moderna. El beneficio de un corazón artificial funcional sería reducir la necesidad de trasplantes de corazón, ya que la demanda para donantes de corazones siempre es mayor que la oferta (situación que sucede con todos los órganos).
Si bien el corazón es conceptualmente simple (en su esquema más básico es un músculo que funciona como una bomba), posee una serie de características intrínsecas que hacen muy complejo su emulación mediante materiales sintéticos y fuentes de suministro de energía. Estas dificultades dan lugar a una serie de consecuencias que pueden complicar la implantación de un corazón artificial. Algunas complicaciones incluyen el rechazo del trasplante (debido a que el organismo detecta la presencia de un cuerpo extraño), la necesidad de tomar anticoagulantes de forma permanente, y la necesidad de utilizar baterías externas que limitan la movilidad del paciente a horas o días.

## Primeros diseños
En 1953 se utilizó una máquina corazón pulmón durante la primera cirugía de corazón abierto. El Dr. John Heysham Gibbon realizó la operación, él mismo había desarrollado el substituto del corazón y pulmón. No es claro si ese dispositivo puede ser considerado un corazón artificial.
Esto disparó el interés científico en grupos de investigación de todo el mundo para desarrollar una solución para las enfermedades del corazón.

### Primeros diseños de corazones artificiales totales
En 1937 en Rusia V.P. Demichov implantó versiones de TAHs en perros. TAH del tipo bomba de rodillos TAH (dentro del pecho) con el eje motor que atravesaba el esternón. En 1957 Tet Akutsu y Willem Kolff iniciaron un amplio programa de investigación sobre TAH en la Clínica Cleveland.
En 1958 Domingo Liotta comenzó estudios de reemplazo por TAH en Lyon, Francia y en 1959-60 en la Universidad Nacional de Córdoba en la Argentina. Presentó su trabajo en una reunión de la "American Society for Artificial Internal Organs" que se realizó en marzo de 1961 en Atlantic City. En dicha reunión el Dr Liotta describió el implante de tres tipos TAH ortopédicos (dentro del saco pericardial) en perros, cada uno de los cuales utilizaba una fuente de energía externa diferente: un motor eléctrico implantable, una bomba rotatoria implantable con un motor eléctrico externo y una bomba neumática.

### Primeros usos clínicos de circulación asistida y un corazón artificial total
El sistema de "Dispositivo de asistencia ventricular derecha" (RVAD) fue creado por Domingo Liotta en la Baylor University College of Medicine en Houston en 1962.

### Primer uso clínico de una bomba intratorácica
En la tarde del 19 de julio de 1963 E. Stanley Crawford y Domingo Liotta implantaron el primer LVAD clínico en el Hospital Metodista en Houston, Texas en un paciente que sufrió un paro cardiaco después de una cirugía. El paciente sobrevivió 4 días con la asistencia mecánica pero no se recuperó de las complicaciones del paro cardiaco, finalmente la bomba fue desconectada y el paciente murió.

### Primer uso clínico de una bomba extracorporea
En la tarde del 12 de abril de 1966 Michael DeBakey y Domingo Liotta implantaron el primer LVAD clínico en una posición extracorporea (la bomba externa se ubica al costado del paciente) en el hospital Metodista en Houston en un paciente con shock cardíaco después de una cirugía del corazón. El paciente desarrolló complicaciones neurológicas y pulmonares y murió después de unos pocos días de soporte mecánico LVAD. En octubre de 1966 Michael E. DeBakey y Domingo Liotta implantaron el LVAD extracorporeo Liotta-DeBakey en otro paciente que se recuperó sin problemas, y que fue dado de alta del hospital después de 10 días de soporte mecánico. convirtiéndose de esa manera en el primer uso exitoso de un LVAD para shock post cardiotomia.

### Primer implante de un corazón mecánico
Durante la tarde del 4 de abril de 1969 Denton A. Cooley y Domingo Liotta le reemplazaron el corazón a un hombre moribundo por un corazón mecánico ubicado dentro de su pecho, esta operación se realizó a modo de puente para permitir un trasplante en el Texas Heart Institute en Houston. El paciente se despertó y se recuperó sin problemas. Después de 64 horas el corazón artificial impulsado por medios neumáticos fue extraído siendo reemplazado por el corazón de un donante. Reemplazar el corazón artificial más tarde se demostró no fue una decisión adecuada. Treinta y dos horas después del trasplante el paciente falleció de lo que más tarde se determinó fue una infección pulmonar aguda, que se extendió a ambos pulmones, causada por hongos, muy probablemente producto de las drogas inmuno depresoras que se le habían sumnistrado. Si hubieran dejado el corazón artificial es probable que el paciente no hubiera fallecido.
El prototipo original del corazón artificial de Liotta-Cooley utilizado en esta histórica operación es exhibido en el Smithsonian Museum Treasures of American History en Washington, DC.
El primer corazón artificial que fue patentado fue inventado por Paul Winchell en 1963  Archivado el 6 de septiembre de 2010 en Wayback Machine.. Posteriormente Winchell le cedió la patente a la Universidad de Utah, donde Robert Jarvik lo utilizó como modelo para desarrollar el Jarvik-7. Los diseños de Jarvik mejoraron el diseño, pero sus pacientes fallecieron después de unas breves pruebas. El primer paciente al que se le colocó el Jarvik-7, fue el dentista Barney Clark de 61 años de edad que sobrevivió durante 112 días después de la implantación que se realizó en la Universidad de Utah el 2 de diciembre, de 1982. Una de las innovaciones que incorporaba el Jarvik-7 era el material de recubrimiento interno, desarrollado por David Gernes. Este recubrimiento favorecía la adherencia de la sangre y el recubrimiento de sus paredes internas con tejido vivo, lo que permitía se estableciera un flujo más natural de la sangre.
Después de que unas 90 personas recibieran el dispositivo de Jarvik, se prohibió el implante de corazones artificiales en pacientes con fallas cardíacas para usos permanentes, porque la mayoría de los pacientes no lograban sobrevivir más de seis meses. Sin embargo, se utiliza de forma temporal en algunos candidatos a trasplantes cardíacos, que están esperando la aparición de un donante de corazón pero necesitan urgentemente reemplazar su corazón ya que está sumamente enfermo.
Hiroaki Harasaki de la Cleveland Clinic desarrolló dos mejoras importantes sobre el corazón artificial y diseñó nuevos órganos artificiales. Las dos innovaciones patentadas resuelven importantes obstáculos de la problemática de los órganos artificiales implantables y sus materiales. La primera fue un material de recubrimiento superficial que no induce la coagulación lo cual reduce en forma significativa los riesgos de que el sistema inmunológico del paciente rechace el órgano. La segunda innovación, que requirió un esfuerzo colaborativo de numerosas disciplinas, consistió en una fuente de energía implantable con una generación de calor tan reducida que no daña los tejidos.

## Desarrollos recientes
El 2 de julio, del 2001 Robert Tools recibió el Corazón de Reemplazo implantable de AbioCor producido por la empresa AbioMed de Danvers, Massachusetts. Fue el primer trasplante de un corazón artificial completamente autocontenido. La cirugía se realizó en la University of Louisville en el Jewish Hospital en Louisville, Kentucky. Tom Christerson sobrevivió por 17 meses luego de otro trasplante AbioCor. El 6 de septiembre de 2006 el dispositivo AbioCor fue el primer corazón artificial completamente implantable aprobado bajo los denominadas 'dispositivos de uso humanitarios'.
CARMAT SA, firma francesa, ha desarrollado un corazón artificial cuya primera implantación fue en un paciente de 75 años de edad, se llevó a cabo el 18 de diciembre de 2013, por el equipo del Hospital Europeo Georges Pompidou en París (Francia). El paciente falleció 75 días después de la operación.
El prototipo utiliza sensores electrónicos integrados y se hizo a partir de tejidos animales químicamente tratados, llamados "biomateriales", o "pseudo-piel" de biosíntesis, materiales microporosos.
El dispositivo CARMAT se diferencia de los diseños anteriores por estar destinado a ser utilizado en casos de insuficiencia cardiaca terminal, en lugar de ser utilizado como un dispositivo de puente mientras el paciente espera un trasplante. Con 900 gramos pesa todavía casi tres veces lo que un corazón natural y está dirigido principalmente hacia los hombres obesos. También requiere que el paciente lleve una batería de Li-Ion adicional. La vida útil prevista de este corazón artificial es de alrededor de 5 años (230 millones de latidos).